# Axia ernestina
Axia ernestina is een vlinder uit de familie van de Axiidae. De wetenschappelijke naam van de soort is voor het eerst geldig gepubliceerd in 1934 door Turati.